# Діатессарон
Діатессарон (дав.-гр. Διὰ τεσσάρων, дослівно: «через чотири», сир. ܐܘܢܓܠܝܘܢ ܕܡܚܠܛܐ, Ewangeliyôn Damhalltê — «Євангеліє змішаних [читань]»), — назва євангельської гармонії, складеної в останній третині II століття Татіаном, мабуть, у Римі. Представляв собою єдине оповідання про Ісуса Христа, складене на основі хронологічної канви Євангелія від Івана, з додаванням матеріалу інших синоптичних Євангелій і, ймовірно, апокрифів («Євангеліє Євреїв»), виключаючи при цьому повтори і узгоджуючи паралельні місця. 
Діатессарон набув значного поширення по всьому християнському світі; до V століття він був стандартним текстом Сирійської православної церкви і використовувався ще кілька століть потому. Імовірно, перші переклади Євангелія на сирійську, латинську та вірменську мови зроблені саме з Діатессарону. В Європі євангельські гармонії створювалися та переписувалися аж до початку XV століття. Однак, в силу ряду причин, оригінальний текст Діатессарону не зберігся, єдиний короткий фрагмент (14 рядків грецького тексту) III століття виявлений при розкопках 1933 року в Дура-Европос, Ірак. Свідоцтва Діатессарону найкраще збереглися на Сході (арабський, вірменський та перський переклади із сирійської мови). Західна латинська традиція, імовірно, також зберегла деякі Татіанові читання.
Діатессарон — одне з найважливіших свідчень побутування текстів Нового Завіту у II столітті; його текст зберігає сліди ранньохристиянської традиції, відкинутої при формуванні євангельського канону. Реконструкція тексту надзвичайно ускладнена, ведуться дискусії щодо початкової мови укладання гармонії (давньогрецька або сирійська) і богословських особливостей тексту. Видання вірменського, арабського і латинського тексту гармонії виходили з XIX століття, в 1967 році опублікована реконструкція імовірного сирійського тексту.

## Археологічна знахідка тексту «Діатессарону»

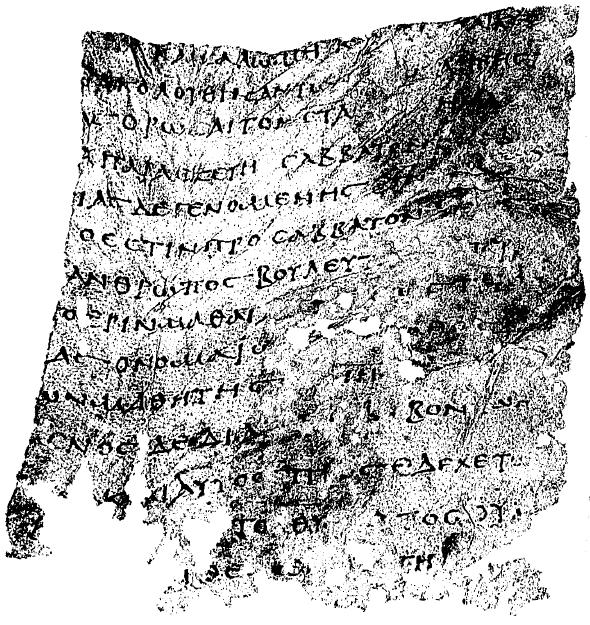
Пергамент 24 із Дура-Европос III століття — єдиний збережений текст Діатессарону. Факсимільне відтворення 1935 року

У 1933 році при розкопках міського валу Дура-Европос професором Єльського університету К. Хопкінсом випадково знайдений обривок пергаменту площею близько 4 квадратних дюймів (26 см²), на одній стороні якого містилося 15 рядків більш-менш збереженого грецького тексту, 14 з них піддавалися прочитанню. Він був досить швидко опізнаний як частина саме Діатессарону і точно датований: вал був споруджений в 254, місто впало під натиском персів у 256–257; отже, фрагмент з Дура-Европос відстояв від первинної версії Татіана не більше ніж на 80 років. Фрагмент був ототожнений та виданий Карлом Крелінгом у 1935 і перевиданий в працях археологічної експедиції, що вийшли в 1959. Крелінг вважав, що пергаментний сувій, залишком якого був знайдений фрагмент, використовувався при богослужіннях, і був переписаний приблизно до часу спорудження в Дура-Европос церкви, тобто між 225–235; Опізнання та датування було одностайно прийнята вченим світом.
Ліва сторона фрагмента пошкоджена, втрачено по 6-7 букв у кожному рядку. Велика частина змісту, однак, відновлена з великою впевненістю: це був фрагмент, в якому Йосип Ариматейський клопотав про видачу тіла розп'ятого Христа. Виявилося, що це було гармонійне поєднання наступних біблійних текстів: Мт. 27: 56-58 [Архівовано 4 лютого 2016 у Wayback Machine.], Мк. 15: 40-42 [Архівовано 4 лютого 2016 у Wayback Machine.], Лк. 23: 49-51 [Архівовано 4 лютого 2016 у Wayback Machine.], Ів. 19:38 [Архівовано 4 лютого 2016 у Wayback Machine.] [6].
Найбільш примітною особливістю цього тексту є фраза на самому початку фрагмента про «дружин тих, що слідували за Ісусом» із Галілеї, відповідностей якої немає в жодному грецькому рукописі, але вони є в палестино-сирійському лекціонарії та старолатинському тексті Кольбертінського кодексу.